# Майрамадагское сельское поселение
Майрамадагское се́льское поселе́ние — муниципальное образование в Алагирском районе Северной Осетии Российской Федерации.
Административный центр — село Майрамадаг.

## История
Статус и границы сельского поселения установлены Законом Республики Северная Осетия-Алания от 5 марта 2005 года № 11-рз «Об установлении границ муниципального образования Алагирский район, наделении его статусом муниципального района, образовании в его составе муниципальных образований — городского и сельских поселений и установлении их границ».

## Население
| 2002  | 2010  | 2011  | 2012  | 2013  | 2014  | 2015  |
| ----- | ----- | ----- | ----- | ----- | ----- | ----- |
| 1344  | ↗1546 | →1546 | ↘1540 | ↘1537 | ↘1528 | ↘1511 |
| 2016  | 2017  | 2018  | 2019  | 2020  | 2021  | 2023  |
| ↘1510 | ↘1509 | ↘1500 | ↘1490 | ↘1483 | ↗1581 | ↘1570 |
| 2024  | 2025  |       |       |       |       |       |
| ↘1558 | ↗1561 |       |       |       |       |       |

## Состав сельского поселения
| № | Населённый пункт | Тип населённого пункта       | Население |
| - | ---------------- | ---------------------------- | --------- |
| 1 | Кодахджин        | село                         | ↗86       |
| 2 | Майрамадаг       | село, административный центр | ↗1495     |